# Gennadi Denisov
Gennadi Denisov (en ruso: Геннадий Анатольевич Денисов; Sirdaryo, RSS de Uzbekistán; 20 de agosto de 1960) es un exfutbolista y entrenador de fútbol de Uzbekistán que jugaba en la posición de defensa.

## Carrera

### Club
| Periodo   | Club                   |
| --------- | ---------------------- |
| 1977      | Pakhtachi Guliston     |
| 1978–1986 | Pakhtakor Tashkent     |
| 1986      | PFC CSKA Moscow        |
| 1987–1991 | Pakhtakor Tashkent     |
| 1992–1994 | FC Spartak Vladikavkaz |
| 1995–1997 | Navbahor Namangan      |
| 1998      | Sergeli Tashkent       |

### Selección nacional
Jugó para Uzbekistán en cinco ocasiones de 1992 a 1996 sin anotar goles y participó en la Copa Asiática 1996.

## Logros
- Liga de fútbol de Uzbekistán (1): 1996
- Copa de Uzbekistán (1): 1995